# Elisabeth Anderson
Elisabeth Anderson (* 6. August 1989) ist eine ehemalige US-amerikanische Skispringerin.

## Werdegang
Anderson, die norwegische und schwedische Wurzeln hat, begann bereits im Alter von zwei Jahren mit Skilanglauf. Ihre ersten Wettbewerbe bestritt sie mit drei Jahren. In der fünften Klasse begann sie mit dem Skispringen. Ihr erster Trainer wurde Keith Zuehlke. Nachdem sie 2003 in den Nachwuchsnationalkader aufgenommen worden war, gehörte sie ab 2005 zum A-Nationalkader. Am 8. Oktober 2005 gab sie in Lake Placid ihr Debüt im Skisprung-Continental-Cup. Dabei gelang ihr mit Platz 25 sofort der Sprung in die Punkteränge. Bei der Junioren-Weltmeisterschaft 2006 in Kranj erreichte sie den 20. Platz im Einzel von der Normalschanze. Ihre bislang erfolgreichste Saison war die Saison 2007/08, in der sie den 51. Platz in der Gesamtwertung erreichte. im Dezember 2008 sprang sie ihren letzten internationalen Wettbewerb.
Seit dem Ende ihrer Karriere besucht Anderson das Westminster College in Salt Lake City. Ihre jüngere Schwester Emilee Anderson ist ebenfalls aktive Skispringerin.

## Statistik

### Continental-Cup-Platzierungen
| Saison  | Platz | Punkte |
| ------- | ----- | ------ |
| 2005/06 | 56.   | 06     |
| 2006/07 | 55.   | 11     |
| 2007/08 | 51.   | 25     |